# 菊池直恵
菊池 直恵（きくち なおえ、1974年1月 - ）は、千葉県出身の日本の漫画家。

## 人物
星里もちるのアシスタントを経て、1997年7月14日に販売された『ビッグコミックスピリッツ』1997年30号に第70回スピリッツ賞佳作受賞作となる『ポチ』が掲載されたことで漫画家デビュー。その後しばらく作品が途絶えていたが、2001年より2006年まで『スピリッツ増刊IKKI』（2003年に『月刊IKKI』にリニューアル）に実録漫画『鉄子の旅』を連載（2006年「第48旅」にて連載終了）。
『小説新潮』2007年3月号で一緒に旅をした酒井順子は菊池を「荒川静香似の美人」と表現している。また鉄道関係の仕事を5年続けたため、鉄道関係の知識が多くなり、ついにはタブレット閉塞の説明ができるようになってしまった。現在では人に「鉄道に興味ない」という発言をしても説得力がなくなるほどになっている。ただ『鉄子の旅』の連載を始める前から、旅の際の「移動機関」には鉄道を最も使用していたという。その理由は、方向音痴でも乗っていれば目的地に着くからだとされる。また初期に発表した短編『行徳駅下車』は、タイトルの通り駅や電車がよく描かれる作品である。
2007年11月には、NRE（日本レストランエンタプライズ）の「鉄子の旅駅弁」をプロデュース。
経営危機に陥っている銚子電鉄の車両の塗色を提案し、2008年1月に新塗色車両が披露、2011年9月19日をもって「鉄子の旅」カラーでの運行は終了。最終日には犬吠駅にて「デハ1002 ありがとう「鉄子の旅」カラー車輌」のイベントが開催され、提案者の菊池本人も出席した。その際に銚子電鉄から感謝状が贈呈され、一方の菊池からも銚子電鉄へ運行開始時のヘッドマークとラストラン記念のヘッドマークのイラストが手渡された。
「体力の限界」を理由として、2006年に『鉄子の旅』を終了した後は、吹奏楽経験を生かして吹奏楽関連の漫画などを発表していたが、2017年の『あな』以降は作風が一変し、師の星里にも通じる、内向的で救いのない人間描写を前面に出すようになった。

## 作品
- ポチ（読み切り、1997年、小学館『ビッグコミックスピリッツ』7月14日号／No.30）＜第70回スピリッツ賞佳作受賞作＞
- 少年（読み切り、1998年、小学館『ビッグコミックスピリッツMANPUKU!』1月増刊号）
- 行徳駅下車（全3話、第1話：東京コンプレックス／第2話：行徳ミステリースポット／第3話：新井薬師シンドローム、1998年、小学館『ビッグコミックスピリッツ』7月20日号／No.31-8月3日号／No.33）
- 杏日和（読み切り、1998年、小学館『ビッグコミックスピリッツMANPUKU!』9月増刊号）
- 手のひらの上（全5話、1st Stage：夏子さん…？／2nd Stage：俺のバカ／3rd Stage：ちょろいちょろい／4th Stage：忘れたくないの／Final Stage：素直じゃないなぁ、1998年、小学館『ビッグコミックスピリッツ』11月2日号／No.46-11月30日号／No.50）
- 鉄子の旅／鉄子の旅プラス（旅の案内人：横見浩彦、2001年 - 2006年・2007年、小学館『ビッグコミックスピリッツ増刊号IKKI』、『月刊IKKI』）
- 冬の一番寒い日（読み切り、2002年、小学館『別冊ヤングサンデー』1月20日号／No.13）
- キモチノカセキ（読み切り、2002年、小学館『別冊ヤングサンデー』6月2日号／No.15）
- 血液型4コママンガ（読み切り、2004年、小学館『DIME』9月16日号／No.18）
- ピジョン（読み切り、2009年、小学館『月刊IKKI』7月1日号／No.76）
- 自転車に乗って（読み切り、2010年、小学館『月刊サンデーGX』2月号）
- その先の少年（全2話、2010年、小学館『月刊サンデーGX』3月号-4月号）
- 熊の木本線（『筒井漫画涜本ふたたび』原作：筒井康隆、2010年、実業之日本社）
- 吹奏楽部あるある（イラスト担当、編：吹奏楽部あるある研究会、2012年、白夜書房）
- みんなのあるある吹奏楽部 ARUARU ACADEMY（漫画担当、編著：オザワ部長、2013年、新紀元社）
- みんなのあるある吹奏楽部ゴールド （漫画担当、編著：オザワ部長、2014年、新紀元社）
- 行徳駅下車〜菊池直恵初期作品集（『ポチ』『行徳駅下車』『杏日和』『冬の一番寒い日』を収録。2015年、小学館）
- 吹部ノート 全日本吹奏楽コンクールへと綴られた想いひたむきな高校生の成長を追いかける（イラスト担当、著：オザワ部長、2015年、ベストセラーズ）
- ある吹部での出来事　もしも楽器が吹奏楽部員だったら！？ （監修・コラム執筆：オザワ部長、2016年、ベストセラーズ）
- 鉄子の旅　菊池直恵セレクション （旅の案内人：横見浩彦、2017年、小学館）
- あな（読み切り、2017年、小学館）
- 堕ちる（全3巻、2018年、小学館『eビッグコミック』）
- 足掻く（全16巻、2020年、小学館『eビッグコミック』）